# Митрополит рашко-призренски Нићифор
Нићифор Перић (световно име Никола Перић; Баранда, 4. децембар 1862 — Софија, 1. фебруар 1918) био је митрополит рашко-призренски од 1901. до 1911. године, као српски јерарх Цариградске патријаршије.

## Биографија
Митрополит Нићифор је рођен 1862. године у банатском селу Баранди, од оца Петра и мајке Олимпије. На крштењу је добио име Никола. Основну школу завршио је у родном селу. Потом је ради наставка школовања прешао у Кнежевину Србију. У Београду је завршио гимназију редовно, а богословију (1889) накнадно, као већ рукоположен презвитер (1881. године у Карановцу).
Замонашио се у манастиру Враћевшници 14. септембра 1880. године, а исте године рукоположен је за јерођакона. За јеромонаха је рукоположен 1. марта 1881. године. Касније је по препоруци професора богословије Фирмилијана упућен у Богословију на острву Халки у Цариграду, коју је завршио 1892. године. По повратку у Краљевину Србију био је чиновник у канцеларији београдског митрополита Михаила Јовановића, а потом је постао старешина манастира Раванице. Затим је поново упућен у Цариград, где је марта 1893. године постављен за професора српске гимназије. Прешао је у службу Цариградске патријаршије и постављен је за настојатеља храма Светих апостола у Цариграду. Цариградски патријарх Антим VII га је произвео у архимандрита, и на молбу Грка, Скопског митрополита Методија, послао за протосинђела у Скопској епархији.
Када је после смрти Методијеве, дошао његов наследник Грк, Амврозије у Скопље, дигао се словенски народ. Бунтовни верници су једноставно избацили из храма и протерали новог митрополита. Због заслуга које је Нићифор имао као народни вођа, код тих бурних догађаја 1896. године, Патријарх цариградски га је казнио. По епитимији, он је сада протеран из Скопља, на острво Патмос, где је провео неколико месеци, између јула и новембра 1897. године. По жељи молиоца Срба, Патријарх га је вратио у Скопље, где је имао више кратких задужења за цариградску Патријаршију. Од краја 1899. године, па до избора за митрополита, провео је он у Цариграду, сада као "настојник" цркве Светих Апостола у Фарикеји.
Након смрти рашко-призренског митрополита Дионисија Петровића (1900), изабран је Нићифор за новог рашко-призренског митрополита. Хиротонисан је одмах након избора, 21. јануара 1901. године у патријаршијском храму Св. Ђорђа у Цариграду. Избор још једног јерарха српске народности поздрављен је од стране православних Срба у областима Рашке, Косова и Метохије. По Григорију Божовићу, митрополит Перић је био "ћудљив и неуравнотежен калуђер", од којег се могло свашта очекивати. Непосредно по доласку у Призрен преуредио је духовни суд, а установио је и посебан мешовити суд за решавање општих спорова, састављен од свештеника и световњака. Ради унапређења српске просвете и школства, установио је главни просветни одбор, са пододборима у већим местима на подручју епархије. Прославио је 16. септембра 1905. године у Приштини, 25 година свог пастирског рада, и био од стране краљевине Србије одликован Орденом Св. Саве I степена. Описао је он прилике у Старој Србији у свом делу: "Путопис митрополита Нићифора Перића по Косову санџаку 1906. године". У више наврата покушао је да заштити српски народ од злоупотреба локалних турских званичника и албанског насиља на подручју Косовског вилајета. Велике проблеме задало му је решавање "Дечанског питања", које је било изазвано недомаћинским пословањем архимандрита Јоаникија у манастиру Високи Дечани. Смењивањем Јоаникија и спасавањем Високих Дечана стекао је велики углед у народу, али је у исто време изазвао и незадовољство разних утицајних чинилаца. Довођењем руских монаха из келије Светога Јована Златоустог на Светој гори у манастир Дечане, изазвао је додатне полемике и критике у делу српске јавности. Главни противник руских монаха и самог митрополита био је јеромонах Гаврило Дожић, потоњи патријарх српски. Услед разних заплета, дошло је до отвореног размимоилажења између митрополита Нићифора и српске дипломатије, услед чега је 1911. године поднео оставку, а на његово место је наредне године дошао управо Гаврило Дожић.

## Више војвода него владика[11]
Након повлачења са епархијске службе, бивши митрополит Нићифор је живео повучено све до избијања Првог балканског рата. Вратио се из Краљевине Србије као добровољац у српској војсци. За њега се говорило због његове храбрости и неодмерености, да је по темпераменту и карактеру: више за војводу него за владику. Заробљен је током ратних дејстава од стране бугарских окупационих власти и потом интерниран у Бугарску 1915. године, где је умро 1. фебруара 1918. године, "по неразјашеним околностима" у Рилском манастиру.